# 삼성 갤럭시 탭 7.0 플러스
삼성 갤럭시 탭 7.0 플러스(Samsung GALAXY Tab 7.0 Plus)는 삼성전자에서 2011년 10월에 출시한 안드로이드 태블릿 컴퓨터로, 갤럭시 탭의 후속기종이다.

## 안드로이드4.1 젤리빈업그레이드
2012년 4월 5일 오스트리아에서 안드로이드 4.1.2 젤리빈으로의 업그레이드가 시작되었다.
주요 개선점은 다음과 같다.
- 프로젝트 버터 적용
- 팝업 플레이 기능 추가
- 두개의 홈스크린 모드 (기본모드, 이지모드)
- 많은 알림 토글과 새로운 알림창
- 구글 나우 추가

## 경쟁 기종
- 아이패드 2

## 같이 보기
- 삼성 갤럭시 탭
- 삼성 갤럭시 탭 7.7